# Leptoxenus ramosanus
Leptoxenus ramosanus är en skalbaggsart som beskrevs av Holzschuh 2007. Leptoxenus ramosanus ingår i släktet Leptoxenus och familjen långhorningar. Inga underarter finns listade i Catalogue of Life.